# Битка код Харана
Битка код Харана одиграла се 7. маја 1104. године између крсташких држава Антиохије и Едесе са једне и Селџучког царства са друге стране. Битка је део крсташких ратова и завршена је поразом крсташа.

## Пред битку
Након што га је Малик Гази ослободио ропства, Боемунд Тарентски се враћа у Антиохију и Танкреду одузима све осим два мала града. Прилика за прву акцију убрзо му се указала. Два моћна емира из Месопотамије, Шам ад Даула од Мосула и Сокман ибн Артук од Мардина су била у неком свом приватном рату. То се сада францима указало као добра прилика да своја освајања прошире ка југу. Са веома малим бројем људи (по Алберту од Екса око 3000 витезова и 7000 пешака) крсташи су опколили тврђаву Харан. Тај део територије држао је емир од Мосула. Сам моменат напада на Харан је добро изабран јер је унутар њега била нека побуна тако да се ситуација још увек није смирила. Опсада се отегла, а између Боемунда и Балдуина ле Буржа је настао сукоб око тога ко ће преузети град када га освоје.

## Битка
Док су се Боемунд и Балдуин нагађали, Турци су се измирили и ујединили. Дана 7. маја 1104. године напали су крсташе. Војска Едесе одмах је смрвљена, а Балдуин и Жосцелин су заробљени од стране Сокмана из Мардине. Недуго потом Боемунда "украде" Шам ед Даула из Мосула и савезништво између муслимана се распадне.